# Стюарт Прайс
Стюарт Дейвид Прайс (роден в Париж на 9 септември 1977) е английски електронен музикант и продуцент, чийто ремикси и продуцентски способности са спомогнали за развитието на кариерите на такива изпълнители като Мадона, Миси Елиът, Гуен Стефани, The Killers и Сиъл. Негови собствени проекти са английска електропоп/рок група Zoot Woman, Les Rythmes Digitales, Paper Faces, Man With Guitar, Thin White Duke и Jacques Lu Cont. Израснал е в Рединг, Великобритания.

## Кариера
Употребата на псевдонимите Jacque Lu Cont и Les Rythmes Digitales първоначално отразява голямата вълна на модерния френски хаус навлизащ във Великобритания през 90-те години. Daft Punk, Etienne de Crécy, Dimitri from Paris и Air са на върха на славата си по това време. Прайс стига толкова далеч до обсесията си с френското, че започва да дава интервюта на английските медии на френски език с помощта на преводач. В ранните си интервюта Прайс твърди, че като дете е бил научен да слуша изключително само класическа музика до момента, в който се натъква на албума на The Human League „Dare“. От там насетне той започва да черпи пряко вдъхновение от музиката на 80-те. Това е осезаемо както в съвместната му работа с други музиканти, така и в собствените му проекти, които много често имат отявлено синтпоп звучене.
Песента му „Jacques Your Body (Make Me Sweat)“ е издадена за първи път през 1996 и след това преиздадена през 1999, но без особен успех. Едва след като тази песен е използвана в рекламата на Ситроен C4 тя придобива особена популярност, бива преиздадена и достига девета позиция в английската класация за сингли през 2005.
Първият си албум „Darkdancer“ издава през 1999 под псевдонима Les Rythmes Digitales. Впоследствие издава и един DJ-микс албум Fabric Live 09, този път с името Jacque Lu Cont.
Прайс печели първата си награда Грами през 2004 за ремикса на песента „It's My Life“ на No Doubt, продуциран под името Thin White Duke (псевдоним, първоначално използван от Дейвид Бауи). На следващата година Прайс получава две номинации за награда Грами: продуцирайки „Guilt Is a Useless Emotion“ на New Order и за ремикса на песента „Mr. Brightside“ на The Killers. Втората си награда Грами печели през 2006 за Thin White Duke ремикса на песента „Talk“ на Колдплей. В същата година е номиниран и за продуцирането на сингъла на Мадона „Get Together“ от албума ѝ „Confessions on a Dance Floor“.
Характерни за ремиксите на Прайс са клубно ориентираните бийтове с арпеджио, рифовете и филтрираните заглъхващи вокали в пиковите моменти на песента. Той предпочита да запази оригиналното вокално изпълнение, като само преконструира лирическото съдържание, за да създаде своя собствена нова версия.
Стюарт Прайс е ко-продуцент и ко-създател на десетия студиен албум на Мадона „Confessions on a Dance Floor“. Преди това той е кийбордист по време на нейното турне Drowned World от 2001. След това и музикален директор на турнето Re-Invention World Tour, длъжност, която заема и в следващото турне на Мадона Confessions Tour от 2006. През 2003 участва и в написването на песента „X-Static Process“ за албума „American Life“.
С групата си Zoot Woman Прайс е издал до този момент 3 сравнително успешни албума: „Living in a Magazine“ (2001), „Zoot Woman“ (2003) и „Things Are What They Used To Be“ (2008).
Прайс продуцира две от песните специално презаписани за издаването на албума с b-сайд песни „Sawdust“ на The Killers: „Leave the Bourbon on the Shelf“ и „Sweet Talks“. Thin White Duke ремиксът му на песента „Mr. Brightside“ е включена като бонус песен.
Стюарт Прайс работи и с английския певец Сиъл по време на записите на петия му студиен албум „System“, издаден ноември 2007.

Псевдоними:
- Jacques Lu Cont
- Les Rythmes Digitales
- Thin White Duke
- Zoot Woman
- Paper Faces
- Man with Guitar
- S.D.P.
- Man Behind the Mask
- Pour Homme

## Дискография

### Албуми
Zoot Womam
- 2008 – Things Are What They Used To Be
- 2003 – Zoot Woman
- 2001 – Living In A Magazine

Rythmes Digitales
- Libération (1996)
- Darkdancer (1999)

Jacque Lu Cont
- Fabric Live 09 (2003)

### Продуцирани песни
- Zoot Woman – всички песни от трите им албума

- Princess Superstar
  - „My Machine“
  - „Artery“

от албума „My Machine“ (2003)
- P Diddy
  - „Let's Get Ill“

от сингъла „Let's Get Ill“ (2003)
- Мадона
  - „X-Static Process“

от албума „American Life“ (2003)
- - „Hung Up“
  - „Get Together“
  - „Sorry“
  - „I Love New York“
  - „Let It Will Be“
  - „Forbidden Love“
  - „Jump“
  - „Isaac“
  - „Push“
  - „History“

от албума „Confessions on a Dance Floor“ (2005)
- Juliet
  - „Au“
  - „Avalon“
  - „Nu Taboo“
  - „Neverland“
  - „Puppet“
  - „On The Dancefloor“
  - „New Shoes“
  - „Would You Mind“
  - „Untied“
  - „Pot Of Gold“

от албума „Random Order“ (2005)
- New Order
  - „Jetstream“

от албума „Waiting for the Sirens' Call“ (2005)
- Сиъл
  - „If It's In My Mind, It's On My Face“
  - „Just Like Before“
  - „Loaded“
  - „Wedding Day“
  - „Dumb“
  - „The Right Life“

от албума „System“ (2007)

### Ремикси
- Aloud
  - Sex And Sun (Thin White Duke Remix)

от албума „Aloud“ (2004)
- Armand Van Helden
  - Sugar (Paper Faces Remix)

от албума „Nympho“ (2005)
- Beck
  - Mixed Bizness (Nu Wave Dreamix)

от сингъла „Mixed Bizness“ (2000)
- Bis
  - Eurodisco (Les Rythmes Digitales Remix)

от сингъла „Eurodisco“ (1998)
- Бритни Спиърс
  - Breathe On Me (Jacques Lu Cont Mix)

от бонус диска към „Greatest Hits: My Prerogative“ (2004)
- - Breathe On Me (Jacques Lu Cont's Thin White Duke Mix)

от албума „B in the Mix: The Remixes“ (2005)
- Cassius
  - Feeling For You (Les Rythmes Digitales Dreamix)

от албума „1999“ (1999)
- Chromeo
  - Needy Girl (Paper Faces Remix)

от албума „She's In Control“ (2004)
- Колдплей
  - Talk (Thin White Duke Remix)

от сингъла „Talk“ (2006)
- Корнършоп
  - Sleep On The Left Side (Les Rythmes Digitales Living By Numbers Mix)

от сингъла „Sleep On The Left Side/Brimful Of Asha“ (1998)
- The Dysfunctional Psychedelic Waltons
  - Payback Time (Jacques Lu Cont's Thin White Duke Mix)

от сингъла „Payback Time“ (2003)
- Депеш Мод
  - A Pain That I'm Used To (Jacques Lu Cont Mix)
  - A Pain That I'm Used To (Jacques Lu Cont Dub)

от албума „Playing the Angel“ (2005)
- Electric Six
  - Danger! High Voltage (Thin White Duke Mix)

от албума „Fire“ (2003)
- The Faint
  - The Conductor (Thin White Duke Mix)

от албума „Danse Macabre Remixes“ (2003)
- Felix da Housecat
  - Silver Screen Shower Scene (Jacques Lu Cont Mix)

от албума „Kittenz and Thee Glitz“ (2002)
- - Ready 2 Wear (Paper Faces Mix)

от албума „Devin Dazzle & the Neon Fever“ (2005)
- Fischerspooner
  - Just Let Go (Thin White Duke Mix)
  - Just Let Go (Thin White Duke Radio Mix)

от албума „Odyssey“ (2005)
- Gerling
  - Dust Me Selecta (Jacques Lu Cont Remix)

от албума „When Young Terrorists Chase The Sun“ (2001)
- Goldfrapp
  - Twist (Jacques Lu Cont's Conversion Perversion Mix)
  - Twist (Jacques Lu Cont's Conversion Perversion Dub)

от сингъла „Twist“ (2003)
- Гуен Стефани
  - What You Waiting For? (Jacques Lu Cont's Thin White Duke Mix)
  - What You Waiting For? (Jacques Lu Cont's Thin White Duke Dub)
  - What You Waiting For? (Jacques Lu Cont's Radio Mix)

от албума „Love. Angel. Music. Baby.“ (2004)
- - 4 In The Morning (Jacques Lu Cont's Thin White Duke Mix)
  - 4 In The Morning (Jacques Lu Cont's Thin White Duke Dub)
  - 4 In The Morning (Jacques Lu Cont's Thin White Duke Edit)

от албума „The Sweet Escape“ (2006)
- Juliet
  - Avalon (Jacques Lu Cont Versus Remix)
  - Ride The Pain (Jacques Lu Cont Thin White Duke Mix)

от албума „Random Order“ (2005)
- Justice
  - D.A.N.C.E (Stuart Price Remix)

от албума „Cross“ (2007)
- Kasabian
  - Me Plus One (Jacques Lu Cont Remix)

от сингъла „Me Plus One“ (2007)
- The Killers
  - Mr. Brightside (Jacques Lu Cont's Thin White Duke Mix)
  - Mr. Brightside (Jacques Lu Cont's Thin White Duke Dub)
  - Mr. Brightside (Jacques Lu Cont's Thin White Duke Short Version)
  - Mr. Brightside (Jacques Lu Cont's Thin White Duke Short Version with Intro)

от албума „Hot Fuss“ (2004)
- - When You Were Young (Jacques Lu Cont's Thin White Duke Mix)
  - When You Were Young (Jacques Lu Cont's Thin White Duke Dub)
  - When You Were Young (Jacques Lu Cont's Thin White Duke Radio Edit)

от сингъла „When You Were Young“ (2006)
- Madonna
  - Hollywood (Jacques Lu Cont's Thin White Duke Mix)
  - Hollywood (Jacques Lu Cont's Thin White Duke Edit)

от албума „American Life“ (2003)
- - Hung Up (S.D.P. Extended Vocal)
  - Hung Up (S.D.P. Extended Dub)
  - Hung Up (S.D.P. Extended Vocal Edit) [iTunes exclusive]

от сингъла „Hung Up“ (2005)
- - Jump (Jacques Lu Cont Mix)

от сингъла „Jump“ (2006)
- - Sorry (Man With Guitar Mix)
  - Sorry (Man With Guitar Vocal Edit)
  - Let It Will Be (Paper Faces Mix)
  - Let It Will Be (Paper Faces Vocal Edit)

от сингъла „Sorry“ (2006)
- - Get Together (Jacques Lu Cont Mix)
  - Get Together (Jacques Lu Cont Vocal Edit)
  - Get Together (Thin White Duke Mix)
  - I Love New York (Thin White Duke Mix)

от сингъла „Get Together“ (2006)
- Mirwais
  - Naïve Song (Les Rythmes Digitales Remix)
  - Miss You (Thin White Duke Remix)

от албума „Production“ (2000)
- Миси Елиът
  - Lose Control (Jacques Lu Cont's Thin White Duke Mix)
  - Lose Control (Jacques Lu Cont's Thin White Duke Dub)
  - Lose Control (Jacques Lu Cont's Thin White Duke Edit)

от албума „The Cookbook“ (2005)
- The Music
  - Bleed From Within (Thin White Duke Mix)
  - Bleed From Within (Thin White Duke Dub)

от EP-то „Bleed from Within“ (2004)
- New Order
  - Jetstream (Jacques Lu Cont Remix)
  - Jetstream (Jacques Lu Continuous Dub)

от сингъла „Jetstream“ (2005)
- No Doubt
  - It's My Life (Jacques Lu Cont's Thin White Duke Mix)

от албума „The Singles 1992-2003“ (2003)
- Пласибо
  - Pure Morning (Les Rythmes Digitales Remix)

от албума „Without You I'm Nothing“ (1998)
- Röyksopp
  - What Else Is There? (Thin White Duke Mix)
  - What Else Is There? (Jacques Lu Cont Radio Edit)

от албума „The Understanding“ (2005)
- Scissor Sisters
  - Comfortably Numb (Paper Faces Mix)
  - Laura (Paper Faces Mix)
  - Filthy/Gorgeous (Paper Faces Mix)
  - Filthy/Gorgeous (Paper Faces Vocal Edit)

от албума „Scissor Sisters“ (2004)
- - I Don't Feel Like Dancin' (Paper Faces Mix)

от албума „Ta Dah“ (2006)
- Сиъл
  - Amazing (Thin White Duke Edit)
  - Amazing (Thin White Duke Main Mix)
  - Amazing (Thin White Duke Dub)

от албума „System“ (2007)
- Starsailor
  - Four to the Floor (Thin White Duke Mix)

от албума „Silence Is Easy“ (2003)
- Texas
  - What About Us (Jacques Lu Cont Main Mix)
  - What About Us (Jacques Lu Cont Dub)
  - What About Us (Jacques Lu Cont Edit Mix)

от албума „Red Book“ (2005)
- We In Music
  - Now That Love Has Gone (LRD Remix)

от сингъла „Now That Love Has Gone“ (2001)